# أرزاق يا دنيا (فلم)
أرزاق يا دنيا هو فيلم دراما مصري من إخراج نادر جلال وبطولة نور الشريف، يسرا، سعيد صالح، شويكار، فؤاد أحمد، علي الشريف وأحمد بدير، صدر الفيلم في 19 يوليو 1982.

## نبذه
يثور أبو زيد وعدد من زملائه على المعلم شمروخ صاحب الوكالة التي يعملون بها، والتي تخضع لزعامة شوشو التي تخالف القانون. يشتغلون بوكالة جديدة، مما يثير غضب شوشو. تنتهي مدة عقوبة غراب زعيم الوكالة القديم، ويحل محل شمروخ، يبدأ مع أعوانه في مهاجمة أبي زيد وزملائه.

## طاقم العمل
- نور الشريف بدور أبو زيد
- يسرا بدور سنابل
- سعيد صالح بدور عزيز التركي
- شويكار بدور زبيده
- فؤاد أحمد بدور غراب
- علي الشريف بدور المعلم شمروخ
- أحمد بدير بدور أبو الخير
- مظهر أبو النجا بدور حسان
- نوال أبو الفتوح بدور شوشو

## وصلات خارجية
- مقالات تستعمل روابط فنية بلا صلة مع ويكي بيانات